# Paul Louis Lehmann
Paul Louis Lehmann (Baltimore, 1906 - Nueva York, 1994) fue un teólogo protestante estadounidense.
Estudió en la Universidad Estatal de Ohio y en el Union Theological Seminary, en Nueva York (especialmente con Reinhold Niebuhr). Allí, después de un breve servicio pastoral en la Iglesia Evangélica y Reformada de St. Paul en Garwood (Nueva Jersey), fue nombrado como  asistente de cátedra en 1930. En el Union se hizo amigo de Dietrich Bonhoeffer, que tenía la misma edad y completó un año en el extranjero en ese seminario. Entre 1932 y 1933, Lehmann se fue a estudiar al extranjero en las universidades de Zúrich y Bonn, donde fue influenciado principalmente por Karl Barth. A su regreso se convirtió en profesor asistente y desde 1936, después de completar su doctorado en Union Theological Seminary, fue profesor en Elmhurst College, en Illinois. Otras estaciones fueron el Seminario Teológico Eden en Missouri y Wellesley College en Massachusetts. En 1947 recibió una cátedra de Ética teológica en el Seminario Teológico de Princeton de la Universidad de Princeton. De allí se trasladó a la Universidad de Harvard, en 1956. Desde 1963 hasta su jubilación en 1974, volvió a enseñar en el Union Theological Seminary. La Universidad de Tübingen le otorgó un doctorado honoris causa, en 1971.
Sus obras se dedicaron principalmente a cuestiones éticas, con un enfoque en la ética política, la ética contextual de acción, los derechos humanos, la ética de la paz y la teología de la revolución.

## Obras
- A critical comparison of the doctrine of justification in the theologies of Albrecht Ritschl and Karl Barth. T. Diss. 1936
- Forgiveness. Decisive Issue in Protestant Thought. New York: Harper and Brothers, 1940
- Ideologie und Inkarnation : ein gegenwärtiges ökumenisches Risiko. Genf : John Knox Haus, 1962
- Ethics in a Christian Context. Harper & Row, New York 1963 (Deutsch: Ethik als Antwort – Methodik einer Koinonia-Ethik. Chr. Kaiser, München 1966) (En español: La ética en el contexto cristiano; Montevideo: Editorial Alfa, 1963).
- Politik der Nachfolge. En: Evangelische Theologie 32 (1972), S. 560–579
- "Ética cristã - ética marxista". En: Paz e Terra, ano I, n. 1, p. 154-162, 1966.
- Schwarze Theologie und "christliche" Theologie. En: Evangelische Theologie 34 (1974), S. 34–43
- The transfiguration of politics. Jesus Christ and the question of revolution. Harper & Row, New York 1975 (En alemán: Christologie und Politik. Eine theologische Hermeneutik der Politik. Göttingen : Vandenhoeck und Ruprecht 1987)
- The Decalogue and a Human Future: The Meaning of the Commandments for Making & Keeping Human Life Human. Eerdmans, Grand Rapids 1994
- Sollen wir die Gebote „halten“? En: Michael Beintker (Hrsg.): Rechtfertigung und Erfahrung. Für Gerhard Sauter zum 60. Geburtstag. Chr. Kaiser, München 1995